# Club atletico di Périgueux Dordogne
Il Périgueux Dordogne Athletic Club (o CA Périgourdin) è un club francese di rugby con sede a Périgueux, in Dordogna. Il suo luogo di ritrovo abituale è lo stadio Francis-Rongiéras. La mascotte è Lou Canou, un'anatra che indossa il cielo e il bianco del club.
Il club gioca in Federal 1.